# 光學重力透鏡實驗

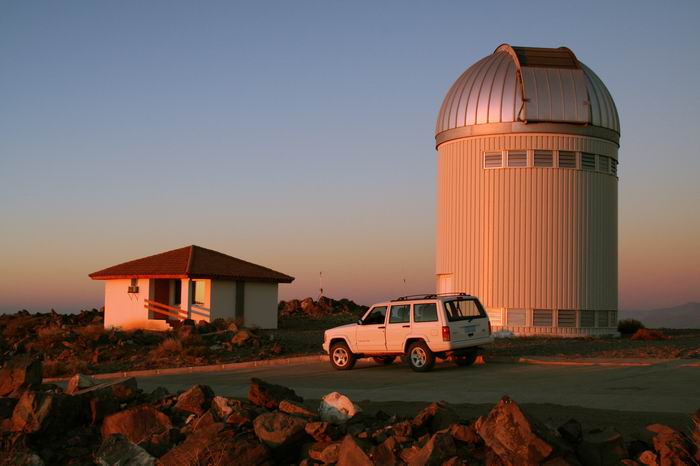
在拉斯坎帕納斯天文台的光學重力透鏡實驗望遠鏡。

光學重力透鏡實驗（Optical Gravitational Lensing Experiment，簡稱OGLE）是波蘭華沙大學的一個天文學研究項目，其目標是以重力透鏡的方法，來尋找宇宙中的黑暗物質。研究項目於1992年開始，其間也發現了一些太陽系外行星。該計畫的主持人是華沙大學的安傑依·烏戴斯基。

## 目標

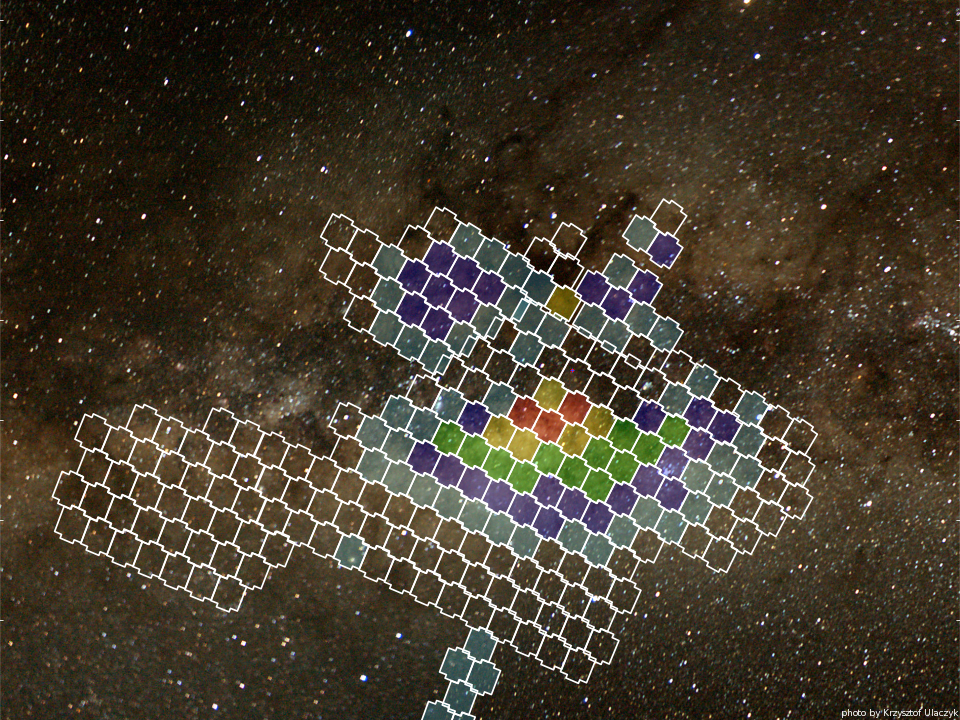
OGLE-IV階段在銀河系核球觀測天區，來自[http://ogle.astrouw.edu.pl/cont/5_fields/fields4/fields.html OGLE-IV sky coverage

這個項目所選取的目標分別為麥哲倫雲及銀河系內的星系核球，由於中間有不少的恆星，因此在該恆星掩過目標時可作為重力透鏡使用。不少觀測均在智利的拉斯坎帕納斯天文台進行，並與美國的普林斯頓大學及卡內基學院共同進行。
而計劃的前三個階段，OGLE-I（1992－1995年）、OGLE-II（1996－2000年）和OGLE-III（2001－2009年）。OGLE-I 是計畫的試驗階段，OGLE-II 是製造設置於拉斯坎帕納斯天文台的望遠鏡。使用8個晶片的 CCD 在波蘭製造後送往智利。OGLE-III 主要是偵測重力微透鏡事件和凌日行星。而定期偵測數百萬顆恆星的副產物就是完成了至今最大的變星星表。這一階段望遠鏡巡天的四個主要方向是在銀河系核球方向、船底座方向、大麥哲倫雲和小麥哲倫雲方向。在這個階段也以重力微透鏡法發現了第一顆行星。緊接著2009年的工程階段之後，2010年正式開始使用32個晶片的 OGLE-IV 階段。本階段主要目標是增加以重力微透鏡法偵測到的行星數量。新照相機增加的視野增加了在同一天區觀測次數的可能性。

## 發現的行星
該計畫已發現14顆系外行星，其中8顆是以凌日法發現，6顆以重力微透鏡法發現。
發現的行星如下表所示。在多行星系統內的行星則以黃底標示。傾斜角標示"+"者代表它的軌道面是傾斜的。
注意：對於由重力微透鏡法偵測到的事件，會加上"OGLE" ，如再加上數字代表第幾個觀測期；"BLG"（Galactic BuLGe） 代表在銀河系核球內被偵測到的事件，之後的三個數字代表該時段的重力微透鏡事件發生序號。至於凌日法偵測到的事件則以 "TR"（TRansit）表示，之後的三個數字代表該時段的凌星現象發生序號。

## 外部網站
- OGLE網站 (波蘭華沙大學主頁) （页面存档备份，存于）
- OGLE網站 (美國普林斯頓大學鏡像)